# Franjevački samostan sv. Ante na Bistriku
Franjevački samostan sv. Ante na Bistriku, jedna od kuća Franjevačke provincije Bosne Srebrene, nalazi se u Sarajevu, u općini Stari Grad.
Gradska četvrt Sarajeva na lijevoj obali rijeke Miljacke, u kojoj se već više od jednog stoljeća nalaze franjevački samostan i zavjetna crkva sv. Ante Padovanskog, nekoć se dugo vremena nazivala Latinluk, prema vjernicima-katolicima rimskog odnosno latinskog obreda. Taj je Latinluk 1652. imao oko 200 katoličkih obitelji. Četvrt se sada zove Bistrik i u njemu je neznatan broj Hrvata katolika.

## Izgradnja samostana
Franjevci su uz crkvu sv. Ante 1894. godine podigli i samostan prema projektu Karla Paneka. U njemu je od 1909. pa sve do 1968. bila smještena franjevačka bogoslovija (uz kratki prekid između 1942. i 1947. godine kada se bogoslovija nalazila na Kovačićima). Ovdje je od 1896. do 1963. bio također i provincijalat bosanske franjevačke provincije, kao i njezin novicijat od 1985. do 1992. godine.
U samostanu se nalazi središnji arhiv Bosne Srebrene i bogata pinakoteka s više od stotinu djela pretežno suvremene likovne umjetnosti najpoznatijih hrvatskih slikara.
Svakog utorka u samostanu se okupljaju katolički studenti grada Sarajeva. Zajedničkom molitvom, predavanjima i druženjem izgrađuju i učvršćuju svoje kršćansko zajedništvo.

## Doprinos gradu i društvu
I franjevački samostan i crkva sv. Ante potvrdili su se, osobito za vrijeme i nakon nedavnog rata, kao središte franjevačke nazočnosti u gradu Sarajevu, mjesto brojnih duhovnih inicijativa, ekumenskog i međuvjerskog razumijevanja, suradnje i pomirenja, te humanitarne pomoći.

## Poveznice
Franjevačka crkva Sv. Ante Padovanskog

## Vanjske poveznice
- Franjevačka provincija Bosna Srebrena  Arhivirana inačica izvorne stranice od 25. kolovoza 2016. (Wayback Machine) Sarajevo / Bistrik – samostan sv. Ante